# دلار اسپانیایی

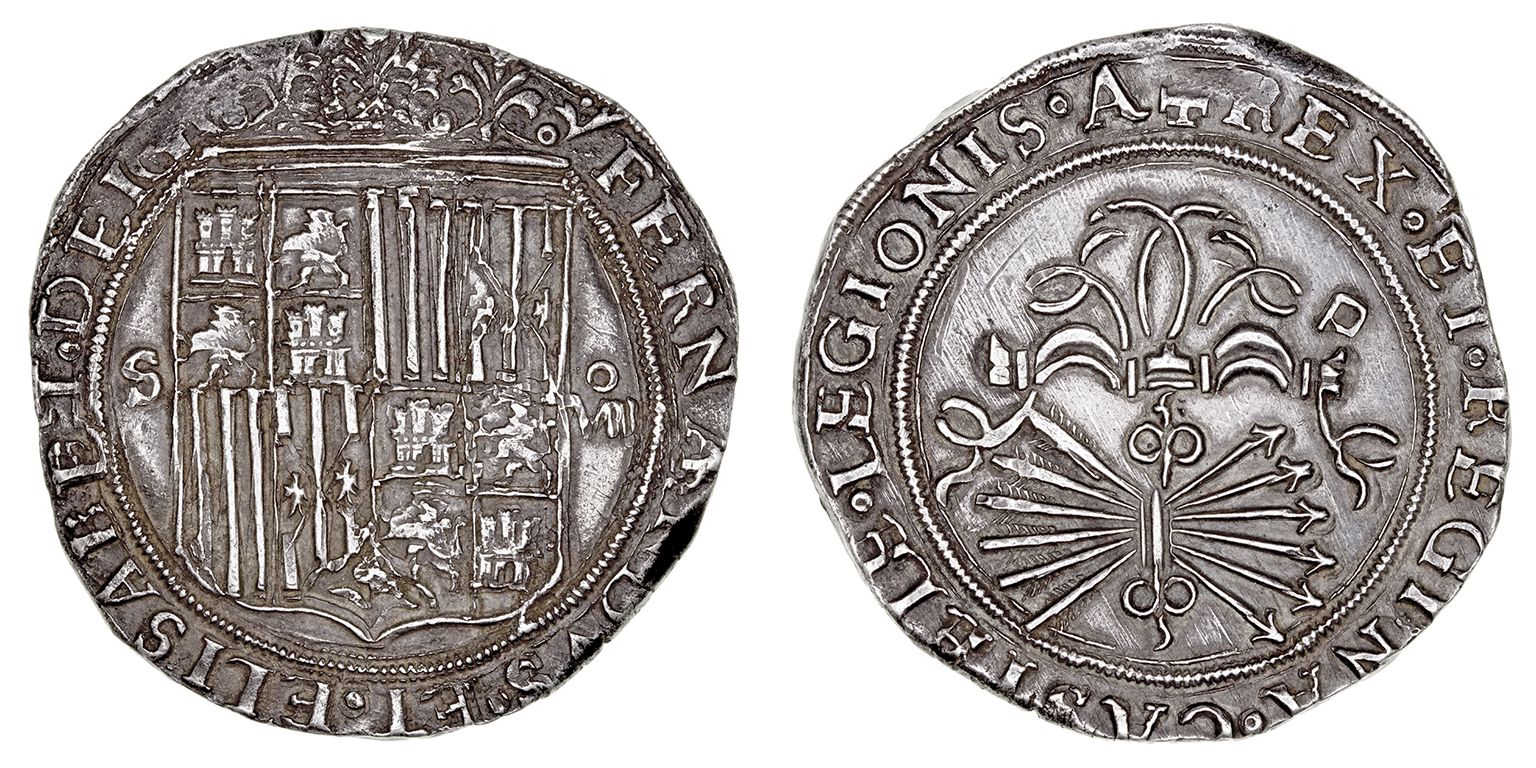
دلار نقره فرمانروایان کاتولیک، بعد از سال ۱۴۹۷

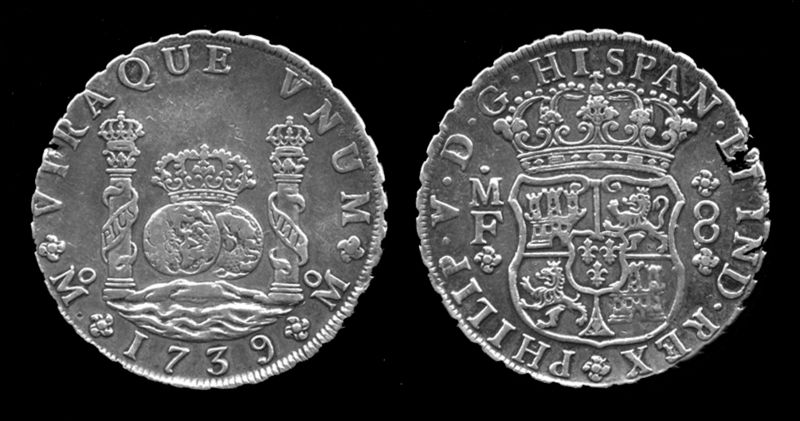
دلار نقره فلیپه پنجم، سال ۱۷۳۹

دلار اسپانیایی (به انگلیسی: Spanish dollar) که به piece of eight (دلار اسپانیولی) (اسپانیایی: Real de a ocho‎, Dólar, Peso duro, Peso fuerte or Peso) هم معروف بود، یک سکه نقره به قطر تقریبی ۳۸ میلیمتر (۱٫۵ اینچ) به ارزش هشت رئال اسپانیا بود. این سکه در ادامه اصلاحات پولی سال ۱۴۹۷ در امپراتوری اسپانیا به میزان ۲۵٫۵۶۳ گرم = ۰٫۸۲۲ اونس تروی، از جنس نقره عالی حک شد. این سکه به دلیل همسانی در استاندارد و برشکاری و پرداخت کاری، به‌طور وسیع به عنوان اولین ارز جهانی مورد استفاده قرار گرفت. برخی کشورها دلار اسپانیایی را علامت گذاری کردند به نحوی که می‌توانست به عنوان پول رایج مورد استفاده قرار گیرد.